# Hamburger Hochbahn
Hamburger Hochbahn est une compagnie de transport public, fondée en 1911, qui exploite le métro de Hambourg et une grande partie du réseau de bus de Hambourg. 

## Histoire

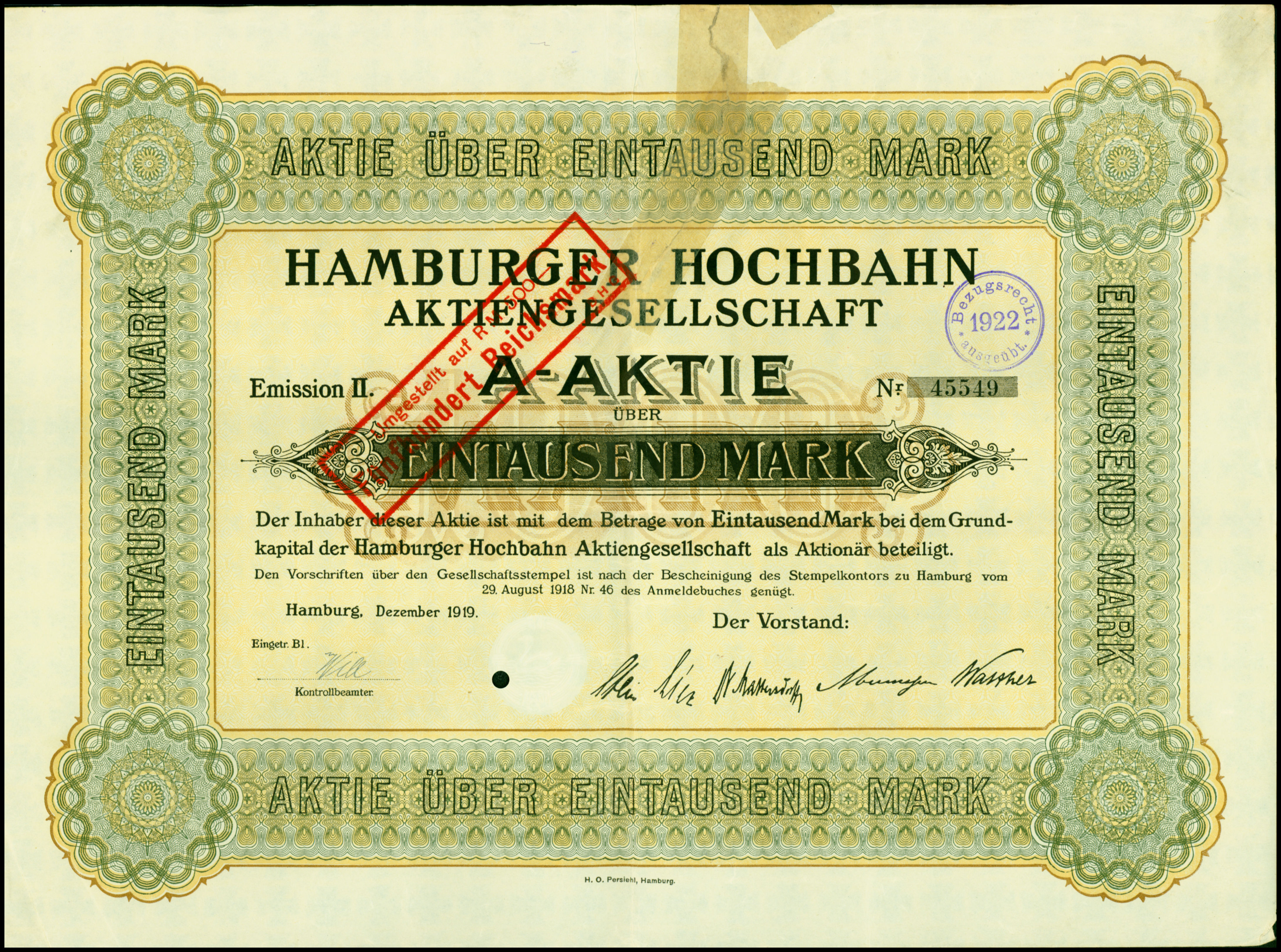
Action de la Hamburger Hochbahn AG en date du Decembre 1919

Le 27 mai 1911, Hamburger Hochbahn est fondée par Siemens & Halske et AEG qui forment un consortium.
De 1919 à 1978 Hamburger Hochbahn exploitait le réseau de tramways à Hambourg, le 5 décembre 1921 la compagnie utilise pour la première fois des autobus pour le transport public à Hambourg.
En 1965, Hamburger Hochbahn est l'un des principaux fondateur de Hamburger Verkehrsverbund, la régie des transports en commun de Hambourg.

## Exploitation
Hamburger Hochbahn exploite un réseau de 120 lignes de bus et les quatre lignes de métro de Hambourg.

Exploitation
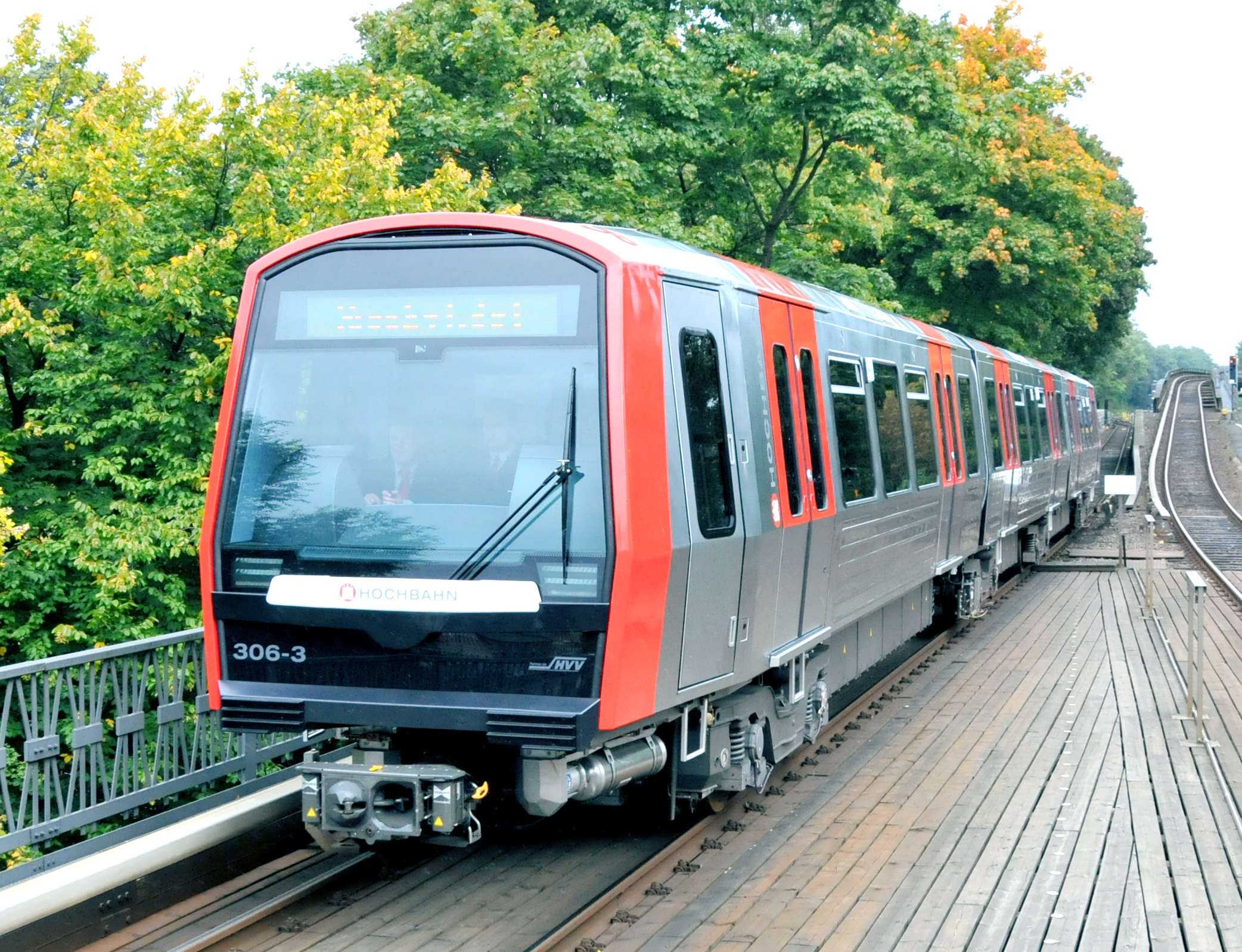
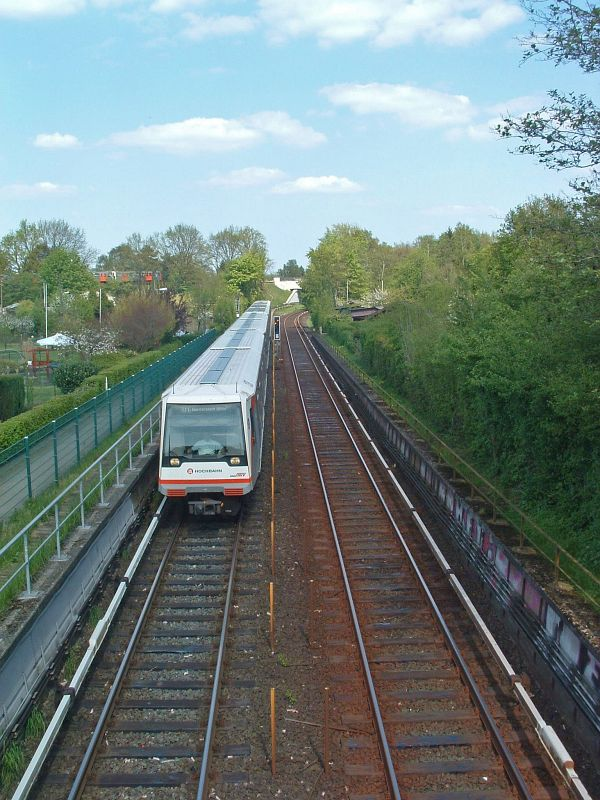